# Lyconema barbatum
Lyconema barbatum és una espècie de peix de la família dels zoàrcids i de l'ordre dels perciformes.

## Morfologia
- Els mascles poden assolir 17 cm de longitud total.[4][5]

## Hàbitat
És un peix marí i de clima subtropical i que viu entre 82-373 m de fondària.

## Distribució geogràfica
Es troba des del sud d'Oregon (els Estats Units) fins a la Baixa Califòrnia (Mèxic).

## Observacions
És inofensiu per als humans.